# Scoglio la Pietra Grande
Lo scoglio la Pietra Grande è uno scoglio dell'Italia, in Calabria.
Amministrativamente appartiene a Montauro, comune italiano della provincia di Catanzaro.